# Jamaicastes steinbachi
Jamaicastes steinbachi är en insektsart som beskrevs av William Lucas Distant 1906. Jamaicastes steinbachi ingår i släktet Jamaicastes och familjen lyktstritar. Inga underarter finns listade i Catalogue of Life.